# Diplôme honorifique du président (Azerbaïdjan)
Le diplôme honorifique du président de l'Azerbaïdjan est un prix en Azerbaïdjan. Le 17 octobre 2007, le diplôme honorifique a été approuvé conformément à la loi  n ° 639 de l'Assemblée nationale (Azerbaïdjan) et le président Ilham Aliyev.

## Description
Diplôme d'honneur décerné aux citoyens et aux étrangers en raison de leur réussite dans les domaines de la culture, de l'art, de la littérature, des sciences, de l'éducation, du sport, de la fonction publique, de la législation, de la politique, de la société, de l'économie et des relations internationales.

## Lauréats
Il existe un certain nombre de lauréats du diplôme honorifique. Ils sont à la fois citoyens et étrangers. Mikhail Yefimovitch Chvydkoy a reçu un diplôme honorifique pour ses activités dans le développement des relations culturelles entre la Russie et l'Azerbaïdjan en 2018. Joseph Kobzon a également décerné ce diplôme en 2017.
Le président de la Chambre des représentants du Congrès national du Brésil, Rordrigo Maya, a reçu le diplôme honorifique du président de l'Azerbaïdjan. Mikhail Yuryevitch Zabel a reçu un diplôme honorifique pour sa participation active à la vie publique de l'Azerbaïdjan.
Jan Hamacek, vice-président de la Commission des affaires étrangères de la Chambre des députés de la République tchèque, chef du groupe interparlementaire d’amitié tchéco-azerbaïdjanais, a été décoré, conformément au décret du 8 novembre 2012 du président de la république d’Azerbaïdjan, Ilham Aliyev, du diplôme honorifique du président de la république d’Azerbaïdjan. 
Latifa al-Fahd al-Salim al-Sabah, la présidente de la Commission des affaires féminines du Koweït a reçu un diplôme honorifique pour ses contributions sur les relations entre deux pays. Polad Bulbuloglu, Salman Moussayev, Allahchukur Pachazadé,  Vagif Behbudov, Valeh Djafarov,  Youssif Yosibov, Sattar Mohbaliyev ont reçu le diplôme honorifique présidentiel pour leurs activités dans différents domaines.